# Sojuz TM-31
Sojuz TM-31 (ryska: Союз ТM-31) var en flygning i det ryska rymdprogrammet. Det var den första Sojuz-flygningen till Internationella rymdstationen med den första långtids-besättningen på ISS. Farkosten sköts upp med en Sojuz-U-raket från Kosmodromen i Bajkonur den 31 oktober 2000. Man dockade med rymdstationen den 2 november 2000. 
Den 24 februari 2001 flyttades farkosten från akterporten på Zvezda-modulen till nadirporten på Zarja-modulen.
Den 18 april 2001 flyttades farkosten tillbaka till akterporten på Zvezda-modulen.
Efter att ha tillbringat 183 dagar ombord lämnade man rymdstationen. Några timmar senare återinträdde den i jordens atmosfär och landade i Kazakstan.